# ام‌وی بریتانیک (۱۹۲۹)
ام‌وی بریتانیک (۱۹۲۹) (به انگلیسی: MV Britannic (1929)) یک کشتی بود که طول آن ۷۱۲ فوت (۲۱۷ متر) بود. این کشتی در سال ۱۹۲۹ ساخته شد.